# Lang Stane o’ Craigearn
Der Lang Stane o’ Craigearn ist ein etwa 3,5 m hoher Menhir (englisch Standing Stone) aus grauem Granit. Er steht im Garten des Hauses „Paddockhurst“ auf dem Gelände des Littlewood Cottage auf einem kleinen Hügel nahe dem River Don, südwestlich von Kemnay bei Inverurie und südlich der Straße B993 in Aberdeenshire in Schottland. 
Der seit 2007 unter Schutz gestellte Stein ist etwa 1,15 m breit und 0,65 m dick und hat etwa 2,7 m Umfang. Er soll der letzte Stein eines ausgegangenen Steinkreises sein.
In seiner Nähe steht der Menhir Woodend of Cluny.